# Cosmospora nothepisphaeria
Cosmospora nothepisphaeria är en svampart som först beskrevs av Samuels, och fick sitt nu gällande namn av Rossman & Samuels 1999. Cosmospora nothepisphaeria ingår i släktet Cosmospora och familjen Nectriaceae.   Inga underarter finns listade i Catalogue of Life.